# Stazione di Villamaggiore
La stazione di Villamaggiore è una fermata ferroviaria posta lungo la linea Milano-Genova.
Sita nel territorio comunale di Lacchiarella, in località Villamaggiore, serve tuttavia prevalentemente il centro abitato di Siziano.

## Storia
La stazione fu attivata nel Maggio 1862. Fino al 28 giugno 2009 era una stazione; in tale data fu trasformata in fermata.

## Strutture e impianti
La fermata conta 2 binari, uno per ogni senso di marcia, serviti da 2 banchine laterali collegate da un sottopassaggio.
Il fabbricato viaggiatori, risalente all'epoca di apertura della linea, è un edificio a due piani in classico stile ferroviario. Nel piano inferiore sono presenti i servizi igienici, la sala d'attesa con una biglietteria automatica e l’ufficio di movimento, ormai dismesso. 
Il piano superiore è adibito ad abitazione.
In passato era presente un piccolo scalo merci, fornito di un magazzino merci ancora esistente.
Sono inoltre presenti, nelle adiacenze della stazione, un casello posto dove un tempo sorgeva il passaggio a livello, una garitta che presidiava l'ingresso dello scalo merci e una sottostazione elettrica, mentre i primi due edifici giacciono in stato di abbandono, l'ultimo è ancora in funzione.

## Movimento
La fermata di Villamaggiore è servita dai treni suburbani della linea S13, eserciti da Trenord e cadenzati a frequenza semioraria.

## Servizi

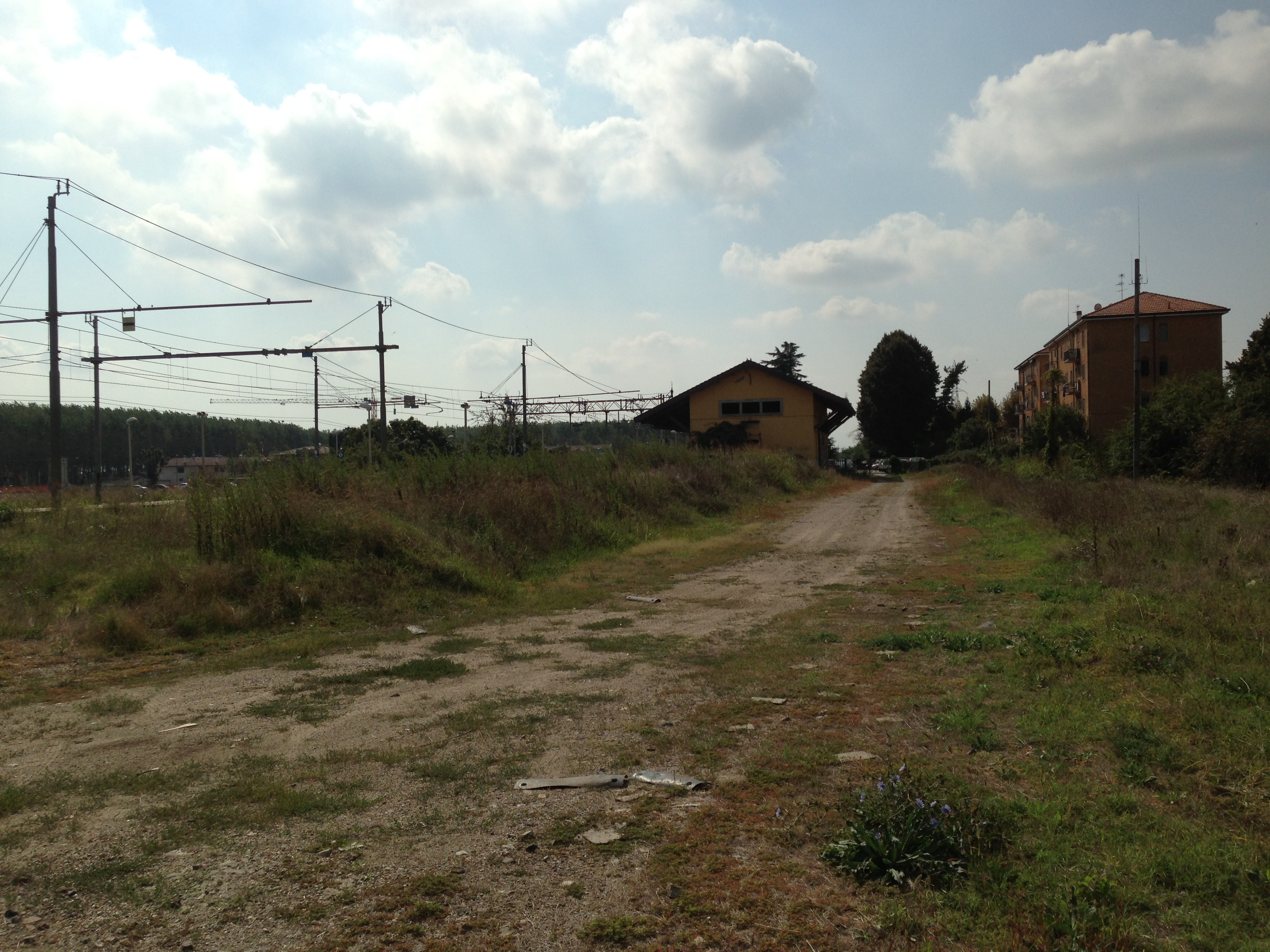
L'area dove sorgeva lo scalo merci; sullo sfondo è visibile il magazzino

La stazione offre i seguenti servizi:
- Biglietteria automatica
- Sala di attesa
- Servizi igienici